# Zorka av Montenegro
Zorka av Montenegro, född 23 december 1864, död 16 mars 1890, var en serbisk prinsessa, gift med Peter I av Serbien. 
Hon var dotter till Nikola I av Montenegro och syster till italienska drottningen Elena av Montenegro. Hon utbildades vid flickskolan Smolny i Ryssland. Hennes bröllop ägde rum 1883 i Cetinje. Bröllopet föreslogs av Peter I, som levde i landsflykt från Serbien men som var överhuvud för en dynasti som många väntade sig skulle återkomma till makten i framtiden. Zorka förväntades därför föda så många barn som möjligt. Paret var bosatta i Cetinje. Hon avled i barnsäng. 
Barn:
- Elena av Serbien (1884–1962) gift med prins Ivan av Ryssland (1886–1918)
- Milena av Serbien (1886–1887)
- Georg av Serbien (1887–1972) kronprins till 1909, gift morganatiskt med Radmila Radonjic
- Alexander I av Jugoslavien (1888–1934) gift med Marie av Rumänien